# Hockey Club Milano Saima
L'Hockey Club Milano, meglio noto come Hockey Club Milano Saima (dal nome dello sponsor, la Saima Avandero), è stata una squadra italiana di hockey su ghiaccio. Fu fondata nel 1985 da Guido Redaelli (ex portiere) con il contributo di Massimo Moretti (amministratore delegato della Frigoriferi Milanesi del gruppo Cabassi). Sorse dopo la scomparsa dell'Hockey Club Milano, squadra comunque sciolta 30 anni prima.
L'obiettivo della società era riportare la squadra di Milano nella massima serie dopo tanti anni passati in serie C.

## Storia

### I primi anni in serie B
Redaelli, ex portiere di buon livello, prese in mano la direzione della squadra che militava in serie C e aveva come stadio di casa il Saini. Nella stagione 1985-86 la squadra si iscrisse al campionato di serie B e grazie a Moretti, la società riprese possesso dello stadio Piranesi, arena storica della squadra. Kim Gellert divenne il nuovo allenatore e a rinforzare il roster meneghino arrivarono Fabio Frison, Luca Ghedini e Luca Semola. Dopo tanti anni anche il numero dei tifosi aumentò passando dai soliti cinquecento al migliaio. Da qui ha inizio la storia moderna dell'Hockey Milanese su ghiaccio.
Il 1987 venne definito l'anno della beffa o delle "lacrime di Cavalese". La squadra meneghina, con l'arrivo di Rocky Pagnello (nazionale italiano ai mondiali dell'anno prima) si sentiva pronta per la scalata in serie A. Inoltre grazie al "settimo uomo", ovvero tifosi più attivi e chiassiosi che mai, il team si sentiva molto motivato e la massima serie sembrava già in cassaforte. Purtroppo, a causa di un infortunio, Pagnello non fu in grado di disputare la finale decisiva contro il Fiemme. La finalissima di Cavalese terminò 5-4 a favore del Fiemme e al Saima non bastò la rimonta dal parziale 5-1.
La stagione successiva vide Il Milano ripartire cercando di dimenticare le amarezze del campionato precedente. Vi fu un cambio in panchina con Ron Ivany (ex allenatore del Varese e della nazionale Italiana) mentre Kim Gellert fu riconfermato solo come giocatore. Anche il roster milanese risulta rafforzato con giocatori facenti parte della nazionale: in particolare spiccano Geroge Cava, Mario Cerri e Tony Fiore.
La squadra domina il campionato dimostrando di essere pronta per la massima serie. Nella regular season il cammino del Saima è impressionante; 17 vittorie su diciotto partite, centossesantanove gol fatti contro cinquantasette subiti.
Nella seconda fase del campionato (che prevede qualificate prime sei squadre) la formazione meneghina comincia a perdere colpi perdendo il doppio confronto con il Gardena e il derby contro il Como. Il Saima, scavalcato dal Gardena, perde il fattore campo in un'eventuale finale contro la formazione alto-atesina. Infatti, battendo il Como e staccando il biglietto della finale, i Milanesi perdono 3-1 la gara 1 ad Ortisei e, in un primo momento sembra che si ripeti la disfatta dell'anno precedente. Ma a Milano i padroni di casa superano i Ladini per 9-1 in gara 2.
La gara decisiva ad Ortisei risulta facile al Saima: un gol di Guido Tessari porta in vantaggio il Saima che poi chiude la partita sul 3-1 grazie a un net gol di Tony Fiore. la squadra meneghina approda in serie A quasi dieci anni dopo il fallimento dei Diavoli.

### La serie A: il primo ed unico scudetto
In occasione della promozione nella massima serie la squadra era stata rivoluzionata: molti nuovi arrivi quali Bruno Campese, Maurizio Catenacci, Daniel Fascinato, Angelo Maggio, William Steward, Maurizio Vacca, Rodolfo Caldart, Craig Levie e Denis Houle (questi ultimi due di Nazionalità canadese). Non mancarono però i problemi, come un attacco poco incisivo che portò a casa un bottino di soli 5 punti alla fine del primo girone d'andata, aumentati a 13 alla fine del primo girone di ritorno. I play-off erano una garanzia per i Milanesi; il Saima migliorava a vista d'occhio tanto che i punti conquistati nei secondi gironi di andata e ritorno furono 25. Quest'anno fu resa ufficiale la nascita del derby lombardo Saima- Mastini Varese, importato dalle sfide cestistiche Ignis-Simmenthal.
Nascerà una rivalità storica tra le due tifoserie che farà di questo incontro il derby per antonomasia. La squadra conquistò il quinto posto in campionato battendo il Brunico, inizialmente in gara 1 per 8-3 al Piranesi e successivamente, riconfermandosi vittoriosa in Val Pusteria vincendo la gara 2 ai rigori per 6-5.
Lo scudetto arriverà al termine della stagione 1990-91. Esso arriverà al Forum di Assago davanti a più di undicimila spettatori.

### La rivalità coi Devils e lo scioglimento del 1992
Dal 1990 le squadre milanesi in massima serie erano due: oltre al Saima, c'erano infatti anche i Devils Milano della munifica Polisportiva Mediolanum. Si riproponeva così, anche nei colori sociali e nelle denominazioni, il derby tra HC Milano e Diavoli Rossoneri Milano che aveva caratterizzato l'hockey italiano dal 1933 al 1956.
Con il presidente Silvio Berlusconi alle spalle, i Devils riuscirono a vincere i due scudetti successivi a quello del Saima. Al termine della stagione 1991-92, chiusa al secondo posto dietro ai Devils, la squadra fu sciolta dal presidente Giovanni Cabassi (subentrato proprio in quella stagione a Massimo Moretti, che aveva lasciato il gruppo Cabassi).

### La rinascita nel 1993: l'SG Milano Saima
Per una stagione, 1992-93, i rossoblu rimasero dunque inattivi. Molti dei giocatori si accasarono ai rivali dei Devils, divenuti Milan Hockey (e vincitori anche di quello scudetto); ma la cosa non coinvolse la tifoseria, che anzi caratterizzò quella stagione per il costante tifo-contro i cugini. Al termine di quella stagione si tenne una partita amarcord con i protagonisti degli anni del Saima.
L'ex presidente Moretti ed Alvise Di Canossa si convinsero a far rinascere la squadra, sebbene con la denominazione ufficiale modificata in Sportivi Ghiaccio Milano, ancora sponsorizzata Saima. La nuova Saima giocò per due sole stagioni, con un 5° ed un 4º posto in campionato. La società fu poi ceduta da Moretti a Umberto Quintavalle, che la trasformò nell'Hockey Club Milano 24, squadra che rimase nell'hockey su ghiaccio per due stagioni prima di passare all'hockey in-line.